# Garten-Fuchsschwanz
Der Garten-Fuchsschwanz (Amaranthus caudatus) auch Tausendschön, im Andenraum unter dem Quechua-Wort Kiwicha bekannt, ist eine in Südamerika heimische Pflanzenart aus der Gattung Amarant (Amaranthus). Sie wird auch "quihuicha" geschrieben.

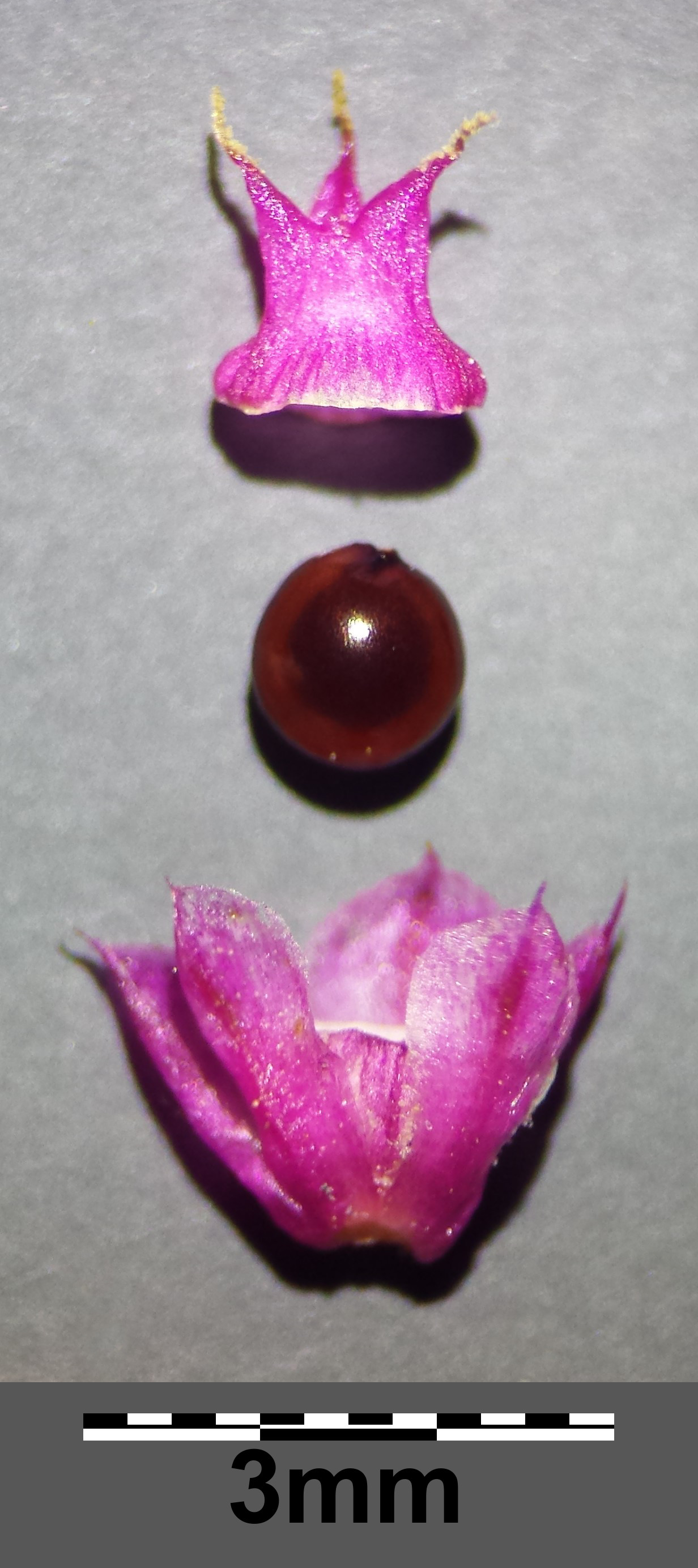
Frucht: geöffnete Deckelkapsel mit Same

## Merkmale
Der Garten-Fuchsschwanz ist eine einjährige, einhäusige, krautige Pflanze, die Wuchshöhen von 30 bis 100 (selten 150–200) Zentimetern erreicht. Er bildet Pfahlwurzeln, welche im oberen Teil oft rötlich oder rosa gefärbt sind. Der wenig verzweigte oder unverzweigte Stängel ist hellgrün bis rötlich-violett, unten kahl und oberwärts spärlich behaart und häufig an der Spitze gekrümmt. Die grünen, kahlen oder spärlich behaarten, manchmal rötlich-violetten einfachen Blätter sind fiedernervig, eilanzettlich, ihr Blattrand ist glatt oder etwas gewellt mit einem gefurchten Stiel, diese sind spiralig-wechselständig angeordnet und bis 20 cm lang und bis 8 cm breit und mit einer spitzen bis abgerundeten Spitze und ohne Nebenblätter.
Der bis 1,5 m lange Blütenstand besteht aus zahlreichen Blütenknäueln, ist endständig und hängt, voll entwickelt, vom Grund an. Er ist meist dunkelpurpurn gefärbt, kann aber auch andere Farben haben; grün, gelb, rosa, orange, rot oder braun. Die Blütenstände der Sorte Viridis sind zum Beispiel anfangs grün und färben sich später cremefarben.
Die stiellosen Blüten sind 2 bis 3 Millimeter groß, sind fünfzählig, mit zugespitzten, spatelförmigen, überlappenden Perigonblättern. Die wie die Blüten gefärbten, meistens drei, 3–4 Millimeter langen Tragblätter sind lanzettlich mit einer langen Spitze. Die männlichen Blüten haben fünf Staubblätter, die weiblichen Blüten haben drei Narben und einen oberständigen Fruchtknoten, dieser ist ausgereift größer als die Blütenhülle. Sie sind selbst- als auch fremdbefruchtet.
Es entwickelt sich eine einsamig, mit Ringriss aufspringende kugelförmig ovoide Kapsel (ein Pyxidium oder Utrikel). Diese ist ca. 1,5 bis 2,5 Millimeter groß, diese sind etwas größer als die Blütenhülle. Die linsenartigen (lentikularen), ellipsoiden Pseudogetreide-Samen sind ca. 1 bis 1,5 Millimeter lang, glatt, glänzend, elfenbeinfarbig, rötlich oder dunkelbraun. Der zweikeimblättrige Embryo ist krummläufig (kampylotrop) angelegt und umringt das stärkereiche Perisperm median, er ist epigäisch keimend. Die Tausendkornmasse beträgt nur 0,5 bis 3 Gramm.
Er wächst bis in eine Höhe von 3200 Metern, ist aber nicht frostresistent und kann auf sandigen sowie lehmigen, gut durchlässigen, leicht-sauren bis -alkalischen Böden gedeihen, der Temperaturbereich liegt bei 5–35 °C, er bevorzugt eine große Niederschlagsmenge. Er ist eine C4-Pflanze und qualitative Kurztagpflanze (KTP), die Blütezeit reicht von Juli bis September. Der Ertrag ist ca. 500–4000 kg/ha.
Die Chromosomenzahl beträgt 2n = 34 oder 2n = 32.

## Vorkommen
Der Garten-Fuchsschwanz ist nur aus der Kultur bekannt. Nach POWO ist er von Ecuador bis Argentinien einheimisch. Wahrscheinlich hat er sich aus Amaranthus quitensis entwickelt, der im extratropischen Amerika an Flussufern verbreitet ist. Verwilderte Bestände gibt es in der gemäßigten und warmen Zone. Die ökologischen Zeigerwerte nach Landolt et al. 2010 sind in der Schweiz: Feuchtezahl F = 2+ (frisch), Lichtzahl L = 4 (hell), Reaktionszahl R = 4 (neutral bis basisch), Temperaturzahl T = 5 (sehr warm-kollin), Nährstoffzahl N = 4 (nährstoffr2eich), Kontinentalitätszahl K = 1 (ozeanisch).

## Taxonomie
Der Garten-Fuchsschwanz wurde 1753 von Carl von Linné in Species Plantarum Band 2 Seite 990 als Amaranthus caudatus erstbeschrieben. Das Epitheton "caudatus" bedeutet "geschwänzt". Ein Synonym ist Amaranthus hybridus subsp. caudatus (L.) Iamonico & Galasso.

## Nutzung
Die Kiwicha wird seit einigen tausend Jahren in den Anden und Mittelamerika kultiviert. In vorkolonialer Zeit dienten ihre Körner als wichtiger Eiweißlieferant. Daneben wurden sie auch als Opfergabe in religiösen Zeremonien verwendet, weshalb die spanischen Kolonialherren den Anbau unterdrückten. Dennoch hielt sich die Kultur regional bis heute. In den letzten Jahren nimmt der Anbau wieder zu. Die Pflanze hat auch zunehmende Bedeutung im ökologischen Anbau.
Als Körnerfrucht wird Amaranthus caudatus in Peru, Bolivien, Nord-Argentinien und im Himalaya von Kaschmir bis Bhutan angebaut. In Europa wird der Garten-Fuchsschwanz zerstreut als Zierpflanze in Bauerngärten, Sommerblumenbeeten, Sommerrabatten, als Schnittblume und als Trockenblume genutzt. Die Art ist in Europa mindestens seit 1568 in Kultur. Zander nennt als Sorten 'Atropurpureus' und 'Viridis'.

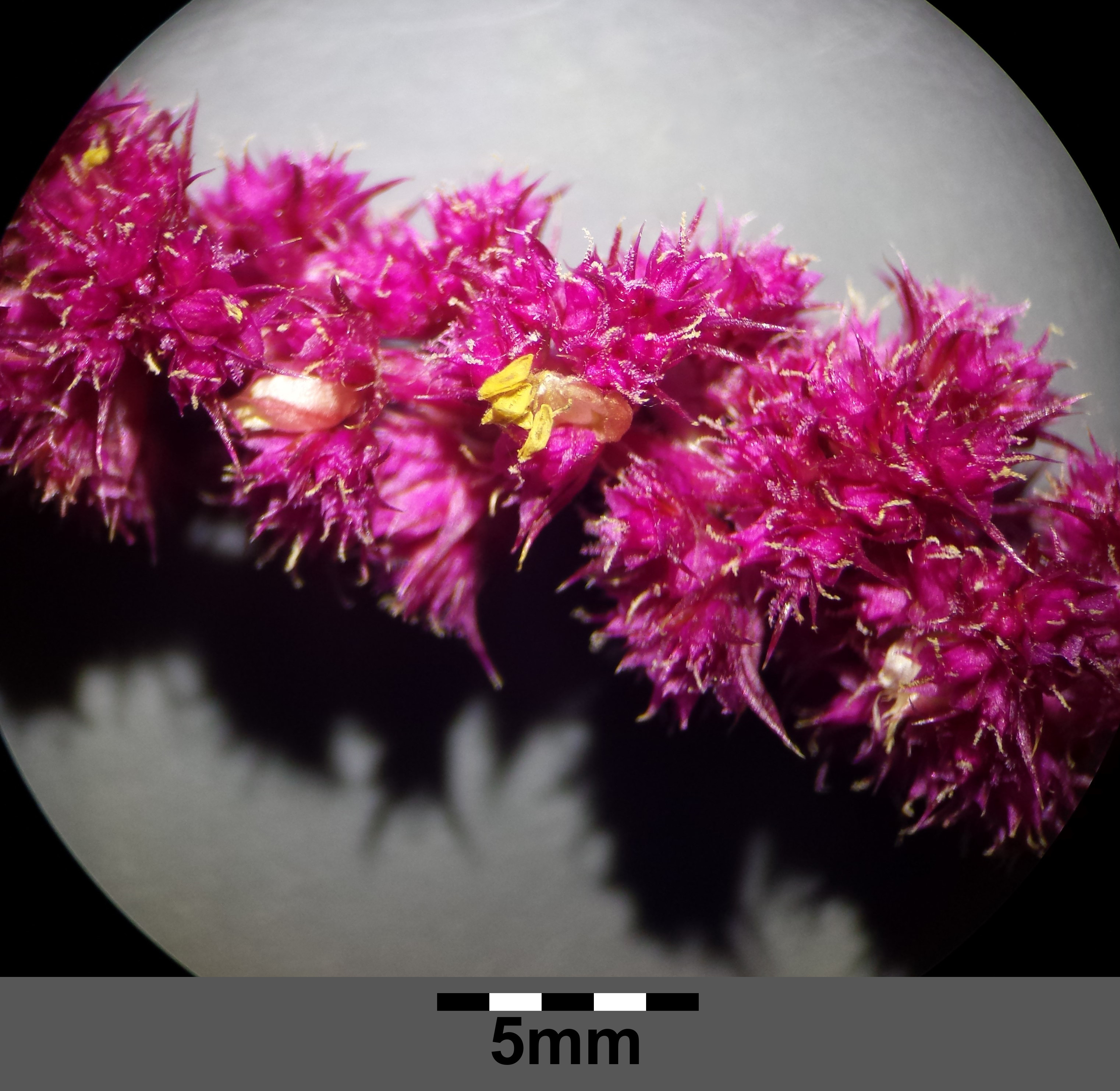
Blüten von Amaranthus caudatus
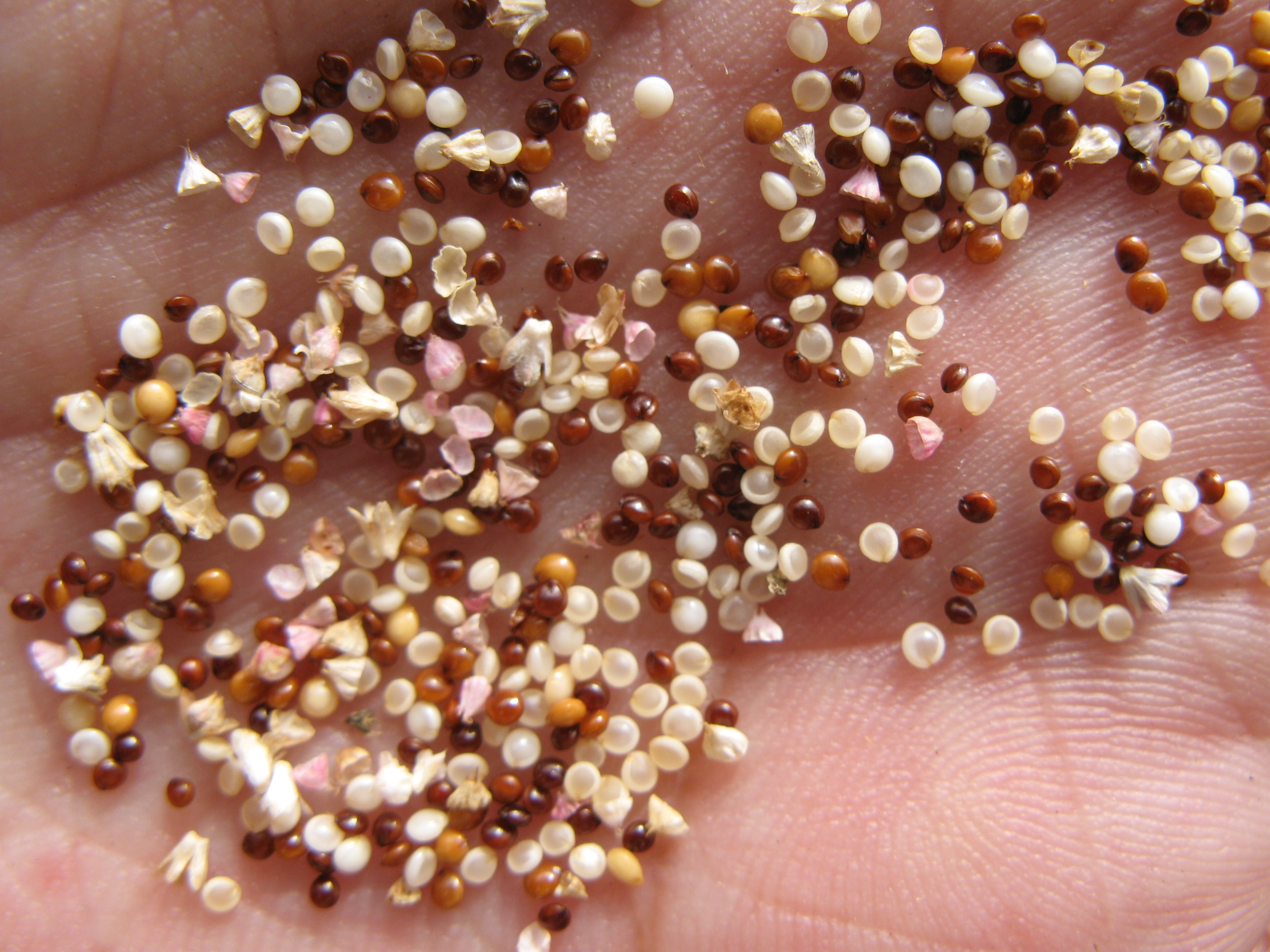
Kiwicha-Samen
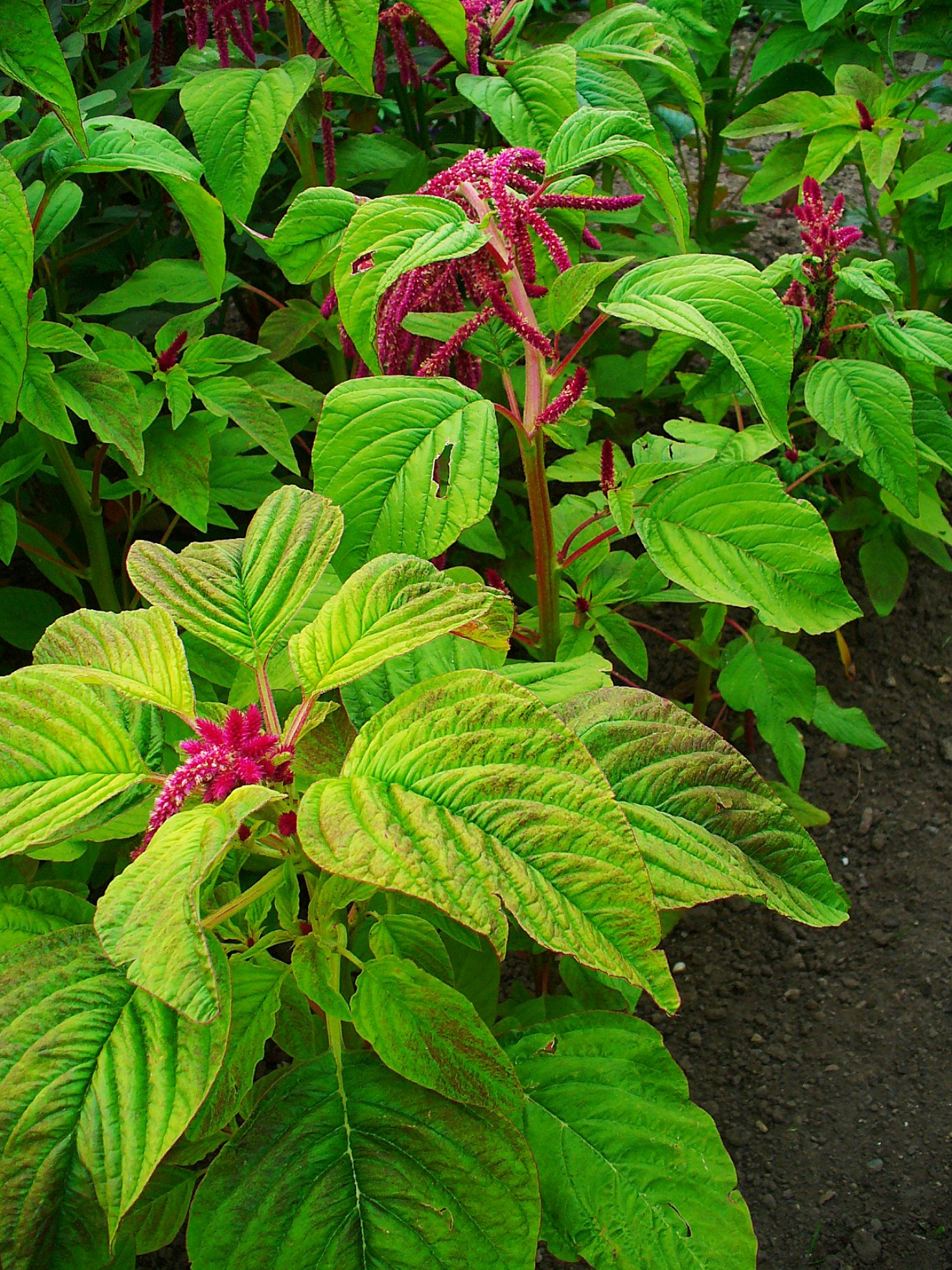
Amaranthus caudatus Blätter und Stängel
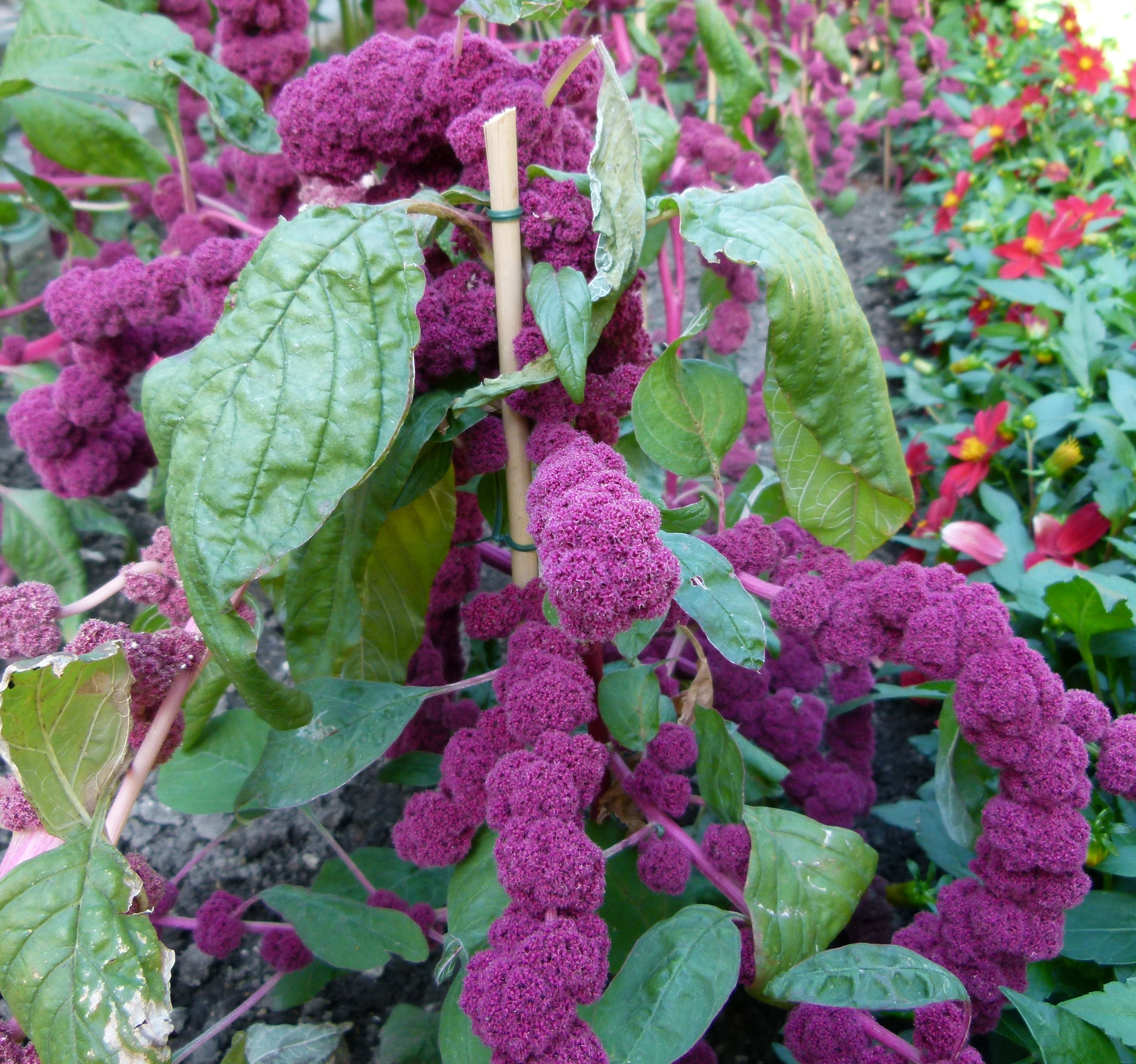
Amaranthus caudatus Sorte 'Centurion'